# Miklósháza (Szlovákia)
Miklósháza (szlovákul Mikulášov Sad) Bátorkeszi településrésze Szlovákiában, a Nyitrai kerületben, a Komáromi járásban.

## Fekvése
Komáromtól 27 km-re északkeletre fekszik.

## Története
Egykor Bátorkeszihez tartozó puszta volt.
A trianoni békeszerződésig Esztergom vármegye Párkányi járásához tartozott. Ma Bátorkeszi egyik lakott külterületi része.

## Népessége
2001-ben Bátorkeszi 3514 lakosából 2930 magyar és 548 szlovák volt.